# Provincia Reggio Calabria
Reggio Calabria este o provincie în regiunea Calabria, Italia.

## Comunele
Teritoriul provinciei cuprinde 97 de comune. Cele cu mai mult de 10.000 de locuitori sunt:
| Comună                | Populație |
| --------------------- | --------- |
| Reggio Calabria       | 186.433   |
| Palmi                 | 19.306    |
| Gioia Tauro           | 18.851    |
| Siderno               | 18.222    |
| Taurianova            | 15.852    |
| Rosarno               | 14.847    |
| Villa San Giovanni    | 13.797    |
| Locri                 | 12.873    |
| Melito di Porto Salvo | 11.635    |
| Polistena             | 11.490    |
| Bagnara Calabra       | 10.687    |
| Cittanova             | 10.573    |

## Cetățenii străini
În ziua 31 decembrie 2010 cetățenii străini residenți erau 25.273 de oameni (4,46% din populație).
Naționalitățiile principale erau:
- România 7.183 (1,26%, 28,42% din cetățenii străini)
- Maroc 4.228 (0,74%)
- India 2.222 (0,39%)
- Ucraina 2.189 (0,38%)
- Filipine 1.608 (0,28%)
- Bulgaria 1.161 (0,20%)
- Polonia 1.062 (0,18%)

## Galerie

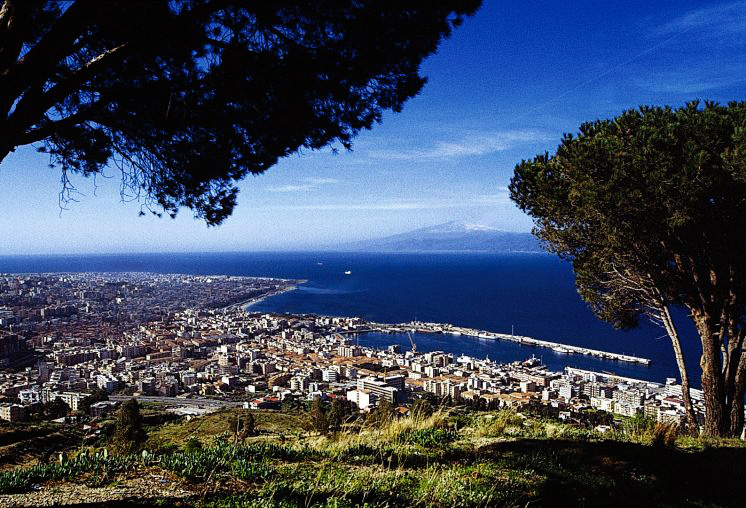
Reggio Calabria
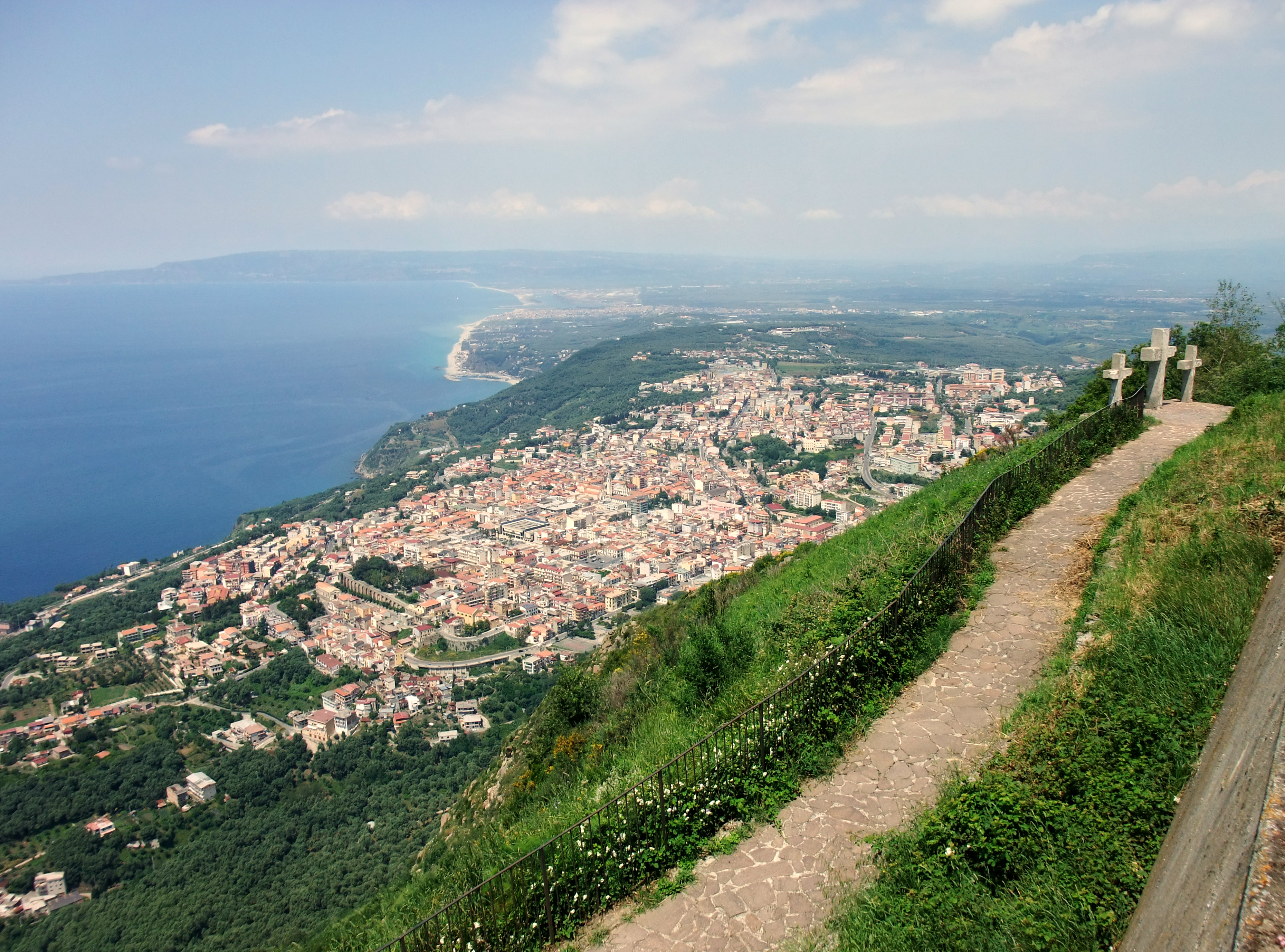
Palmi
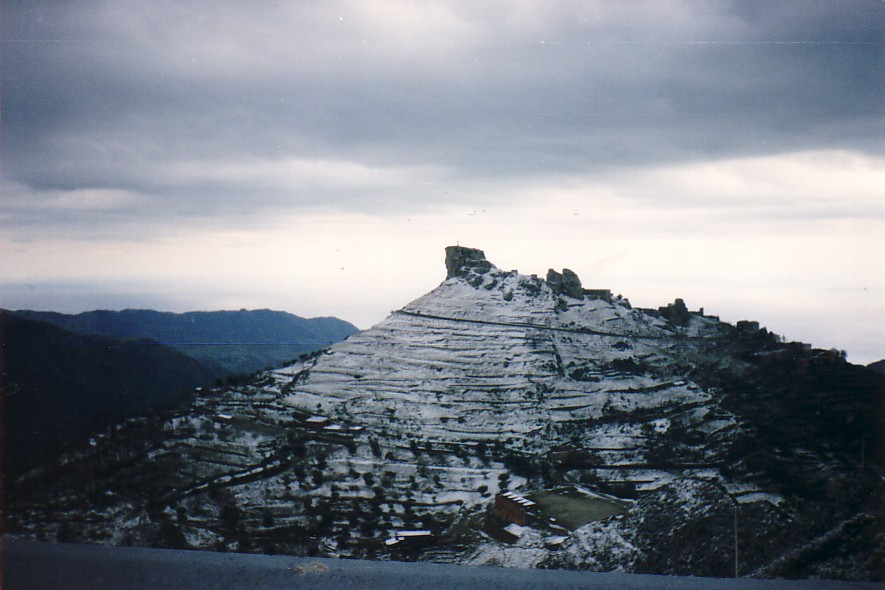
Bova
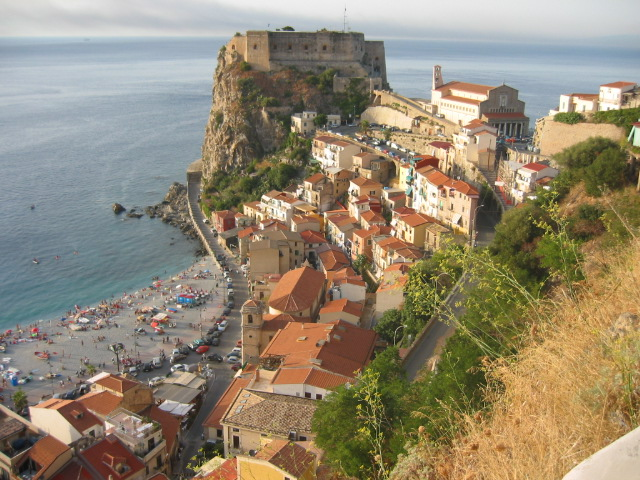
Scilla
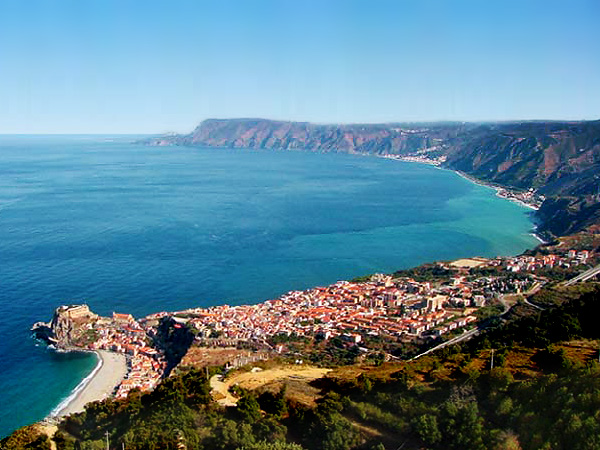
Costa Viola
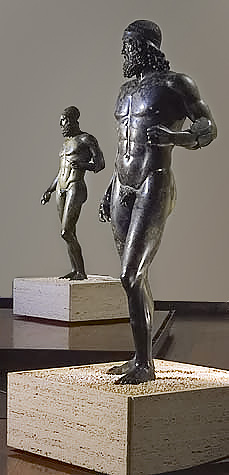
Bronzi di Riace
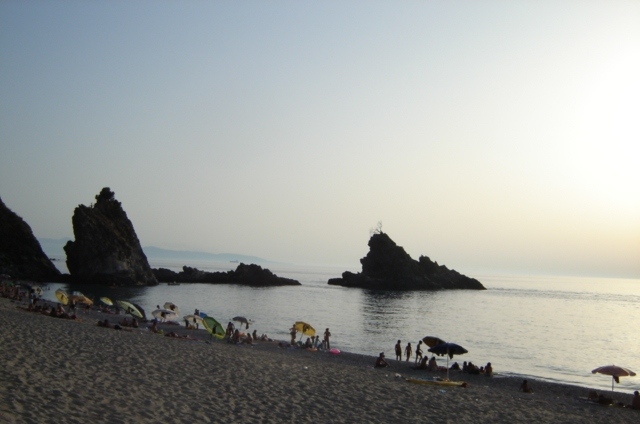
Plaja Palmi
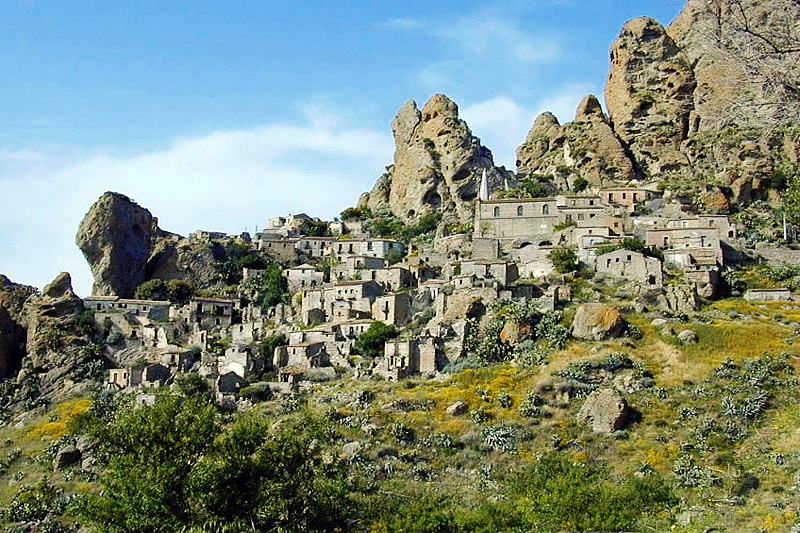
Pentedattilo (Melito di Porto Salvo)